# Michael Angstenberger
Michael Angstenberger (* 2. Jänner 1717 in Reichstadt; † 15. Mai 1789 in Wien) war ein österreichischer Kirchenliedkomponist.

## Leben
Der aus Böhmen stammende Michael Angstenberger erhielt ein Stipendium für den Prager Orden vom Heiligen Kreuz, der ihn 1738 aufnahm. Angstenberger hatte fleißig studiert und einige Werke komponiert. Seine Primizfeier fand 1743 statt. In späteren Jahren ging er als Dekan nach Karlsbad und wurde 1768 Komtur bei der Wiener Karlskirche. Dies blieb er bis zu seinem Tod am 15. Mai 1789 im Alter von 72 Jahren.
Angstenberger komponierte geistliche Melodien im Stile Antonio Lottis. Seine Werke waren zu seiner Zeit sehr beliebt und wurden besonders bei kirchlichen Feiern gesungen.